# Bolometer

Konzeptzeichnung eines Bolometers

Ein Bolometer, auch bolometrischer Detektor (griechisch bole, „Wurf“, „Strahl“), ist ein Strahlungsdetektor, der auf der Absorption von Strahlung durch Materie und der Messung der damit verbundenen Erwärmung beruht.
Solche Detektoren sind folglich zur Detektion von elektromagnetischen Wellen mit sehr verschiedenen Wellenlängen geeignet.
Erfinder war der amerikanische Astronom Samuel Pierpont Langley im Jahr 1878.
Abzugrenzen davon sind pyroelektrische Sensoren, bei denen es bei Temperaturänderung zu einer Verschiebung innerer elektrischer Ladungen kommt.

## Funktionsprinzip
Zur Absorption im optischen Bereich dienen geschwärzte Oberflächen. Für die Messung von Leistungsimpulsen wird der Temperaturanstieg ausgewertet. Zur kontinuierlichen Messung der Strahlungsleistung muss die Wärme abgeführt werden. Dazu dienen definierte Wärmebrücken, die für die Messung großer Leistungen aus massivem Metall bestehen und am anderen Ende wassergekühlt sind. Die Messgröße ist der Wärmestrom. Dieser ergibt sich aus der Temperaturdifferenz über die Wärmebrücke geteilt durch ihren Wärmewiderstand.
Als Temperatursensoren dienen Thermistoren oder Thermoelemente. Bei den bildgebenden Mikrobolometer-Arrays werden Heißleiter-Elemente eingesetzt; sie besitzen bei entsprechender Materialwahl im interessierenden Temperaturbereich eine steilere Kennlinie.
Werden Thermoelemente eingesetzt, kann direkt die Temperaturdifferenz zwischen Empfangsfläche und Wärmesenke gemessen werden. Dazu werden mehrere Thermoelemente elektrisch in Reihe, thermisch aber parallel geschaltet. Es entsteht eine sogenannte Thermosäule, die selbst die Wärmebrücke bildet.
Punktförmige Detektoren bestehen aus nur einem einzelnen Thermoelement aus sehr dünnen Drähten oder Dünnschichtstrukturen oder einer kleinen Pille eines Thermistormaterials am Ende der Zuleitungsdrähte. Die zu messende Strahlung wird darauf fokussiert. Ein umgebendes Vakuum vermindert äußere Störungen durch Luftströmungen oder Konvektion. Da die Temperatur der Umgebung des Detektors ein Strahlungsfeld erzeugt, muss deren Schutzgehäuse oft thermostatiert werden, zumindest muss jedoch dessen Temperatur gemessen werden. Um ohne diesen Strahlungshintergrund messen zu können, werden Bolometer bzw. auch deren Gehäuse tiefgekühlt.

## Anwendungen
Bolometer und Bolometerarrays werden zur Detektierung von Infrarotstrahlung, insbesondere des Mittleren Infrarotes (MIR) eingesetzt. Für solche Wellenlängen sind ungekühlte Photoelektrische Detektoren prinzipiell nicht verfügbar. Im Mittleren Infrarot liegt das Strahlungsmaximum bei Stoffen mit Temperaturen, die natürlicherweise auf der Erde herrschen, daher werden mit Bolometerarrays Thermokameras gebaut, die ungekühlt arbeiten und kalibriert werden können.
Thermosäulen werden unter anderem in Leistungsmessgeräten und Energiemessgeräten für Laserstrahlung, insbesondere von Kohlendioxidlasern, eingesetzt. 
.